# Almena, Kansas
Almena är en ort i Norton County i Kansas. Vid 2010 års folkräkning hade Almena 408 invånare.